# Ludovic Piette
Ludovic Piette (Niort, 1826 - París, 1877) fue un pintor francés de estilo impresionista.
Recibió clases de pintura de los pintores academicistas Thomas Couture e Isidore Pils. En el estudio de Couture entabló contacto con Édouard Manet, quien también estudiaba allí. Posteriormente conoció en la Académie Suisse a Camille Pissarro, cuya influencia será determinante en la obra de Piette, y empezó a pintar al aire libre junto con él. En 1864 se trasladó por motivos de salud a Montfoucault, en Bretaña.  
Piette pintó fundamentalmente paisajes al estilo impresionista aprendido de Pissarro. En particular trabajó en las zonas de Pontoise y Louveciennes, dos de los lugares favoritos de los paisajistas impresionistas.
En 1877 participó en la tercera de las exposiciones impresionistas, invitado por Pissarro. Tras su muerte, algunas de sus pinturas fueron expuestas asimismo en la cuarta de las exposiciones del grupo, en 1879. 

## Fuente
- Walther, Ingo F. (2006). «Glosario del impresionismo». El impresionismo. Colonia: Taschen. p. 687. ISBN 9783822850527.

- Datos: Q3266159
- Multimedia: Ludovic Piette / Q3266159